# Agrilus roseus
Agrilus roseus é uma espécie de inseto do género Agrilus, família Buprestidae, ordem Coleoptera.
Foi descrita cientificamente por Curletti, 2002.